# Marquitos Figueroa
Marcos de Jesús Figueroa García (Fonseca, La Guajira, 23 de mayo de 1961), más conocido por "Marquitos Figueroa" o su alias de "El perrero de los malcria'os" es un narcotraficante, contrabandista, exparamilitar y sicario colombiano. Es requerido por entes judiciales en Colombia y Estados Unidos por delitos relacionados con el narcotráfico. En Colombia también es requerido por la autoría de 131 a 250 homicidios. Tras ser detenido desde el 22 de octubre de 2014 en Brasil, fue extraditado el 27 de abril de 2016 a Colombia para que responda por sus delitos ante la justicia.

## Familia
Marcos Figueroa nació en el corregimiento de Conejo, proveniente de una familia tradicional de la etnia Wayúu, de origen humilde y extensa en parentela.
Es hijo de Felipe Figueroa y Edith García. Figueroa tiene 10 hermanos —siete mujeres y tres hombres—, tuvo 26 hijos con 8 mujeres diferentes: siete no reconocidos y con edades entre los 10 meses y los 30 años —14 de ellos están legalmente registrados en Colombia y 5 en Venezuela—. Varios de sus familiares forman parte de su estructura criminal entre las que predominan primos y sobrinos.
Según reportes de las autoridades colombianas, Figueroa tiene unos 35 hijos y varias amantes.
Marquitos Figueroa es primo hermano de Bibiana Bacci García, esposa del exgobernador de La Guajira, Kiko Gómez Cerchar. Bibiana por su parte es hermana de Martha Lucía Bacci García, esposa de Gonzálo Gómez Soto, contratista y ex aspirante a la alcaldía de Valledupar que fue apoyado por el exalcalde de esa misma ciudad, Luis Fabián Fernández y su esposa Lidia Cerchar, pariente de "Kiko" y miembros del clan Gnecco Cerchar. El hijo de Luis Fabián, Andrés Arturo Fernández Cerchar es primo y aliado político del senador José Alfredo Gnecco, acusado de pertenecer a la estructura criminal de Figueroa junto al cantante de vallenato, Jorge Oñate. También ha sido asociado Nelson Gnecco Cerchar, hermano del exjefe de Figueroa, Jorge Gnecco Cerchar y quien sería su actual jefe.

## Trayectoria criminal

### Contrabando y narcotráfico
A inicios de los '90, a los 30 años de edad, Figueroa habría empezado a contrabandear en la frontera entre Colombia y Venezuela, entre el departamento de La Guajira y el Estado Zulia. Su agrupación también extorsionaba a otros contrabandistas que pretendían pasar sus cargamentos por las comunidades indígenas de La Guajira. La zona ha sufrido históricamente de la ausencia de autoridad, con una frontera porosa y en la que los indígenas de la etnia Wayúu transitan sin mucha restricción por parte de las autoridades. Figueroa conformó un grupo armado con miembros del clan apodado 'Los Curicheros' que se encargaba de transportar droga, armas, gasolina, dinero, electrodomésticos y todo producto al que se le podría sacar ganancia del otro lado de la frontera. Igualmente, la banda fue acusada de secuestros y estar asociada a miembros de las Autodefensas Unidas de Colombia. Por conveniencia, Figueroa también habría hecho alianzas con miembros de la Guardia Venezolana y las FARC para el transporte de droga, armas y gasolina ilegal.

### Captura en Santa Marta y escape
En junio de 1998, Figueroa estaba preso en una cárcel del barrio Los Naranjos en la ciudad de Santa Marta sindicado del delito de "receptación". Hombres al servicio de Figueroa usaron una volqueta de placas RCC-687 de Barranquilla para derribar el muro posterior del centro carcelario. Figueroa y otros dos hombres fueron recogidos en un taxi y escaparon. La primera banda delincuencial en la que militó Marquitos entre 1998 y 2001 es llamada 'Los Chorrerianos', pero al parecer se apoderó de sus rutas de narcotráfico y volvió a fortalecer su banda 'Los Curicheros'.

### Sicario de Jorge Gnecco Cerchar
Figueroa fue durante años el jefe de escoltas del paramilitar y narcotraficante Jorge Gnecco Cerchar, miembro asociado de las AUC y el mayor contrabandista de gasolina ilegal entre Venezuela y Colombia. Figueroa fue socio de alias Santa Lopesierra alias “El Hombre Malboro” y fue catalogado como auspiciador de ejércitos privados que extorsionan a contrabandistas y narcotraficantes en zonas fronterizas en la Alta Guajira, en las localidades de Puerto Estrella, Dibulla y Camarones.

### Escape a Venezuela
Tras la muerte de Gnecco Cerchar a manos de las AUC y hombres de alias Jorge 40, Figueroa escapó a la ciudad de Maracaibo (Venezuela) donde consolidó su poder y se volvió el principal enemigo de Jorge 40.

### Sicario de Kiko Gómez Cerchar
Al ser extraditado Jorge 40 a Estados Unidos, Figueroa regresó a Colombia y tomó el control de parte del territorio y rutas del narcotráfico. El gobernador de La Guajira, Kiko Gómez poco o nada hacía por capturarlo. Numerosos asesinatos selectivos se presentaron en Magdalena, Cesar y Guajira, en especial contra enemigos políticos de Gómez. Figueroa hizo alianzas con las FARC para el contrabando de gasolina desde Venezuela hacia Colombia. Figueroa y su banda Los Curicheros montaron centros de acopio en el corregimiento de San Pedro, en Barrancas, La Guajira, y en el caserío de Montelara, en Maicao, fronterizo con el estado Zulia. El dinero ilegal era lavado por testaferros en Colombia y Venezuela, usualmente en fincas ganaderas y estaciones de combustible autorizadas (Estaciones de Servicio, EDS) en la ciudad de Valledupar.
El 28 de enero de 2015, la Policía Nacional de Colombia le incautó unos 500 kilos de coca a Figueroa que iban escondidos en un piso de doble fondo en un tráiler que tenía como destino el Puerto de Cartagena.
Otros de los notables socios de Figueroa fue Rubén Darío Cotes Gómez alias "Memo" "Memín Cotes" o "Mojarra", la primera persona de etnia indígena que fue extraditada a Estados Unidos por narcotráfico.
Pese al historial delictivo de Figueroa, numerosos artistas de la música vallenata le enviaban "Saludo vallenato y menciones" en sus canciones como Silvestre Dangond y Jorge Oñate. Dangond particularmente lo llama por su nombre "Oye Marquitos Figueroa, aquí tienes mi canto”.

## Miembros de la banda criminal 'los Curicheros'
Entre los subalternos de Figueroa estaban: 
- Armando Gnecco, alias "Mandarina", quien fue jefe de sicarios de Figueroa hasta agosto de 2014, cuando fue capturado. Gnecco también "se hacía pasar" por el entonces representante José Alfredo Gnecco, pariente lejano suyo para adelantar varios trámites ante el Ministerio de Minas.[17] Alias Mandarina fue arrestado por el homicidio del exconcejal de La Paz (Cesar) Efraín Ovalle —por la muerte de este hombre está siendo investigado el cantante vallenato Jorge Oñate.
- José Hernández Aponte, alias "Ñeñe Hernández", lavado de activos y testaferrato, además de relaciones públicas con miembros de la política, el gobierno, empresarios, comerciantes y la farándula.
- Juan Carlos Vega Figueroa, alias Pirín lideraba la red de tráfico de gasolina en La Guajira.[18] Fue capturado en el municipio de Valera, estado de Trujillo (Venezuela).[19]
- Milton Alejandro Figueroa Zapata alias "Norte": Tercero en la estructura de Los Curicheros, encargado del contrabando en la frontera Colombia-Venezuela.
- Pedro Enrique Ospino Cobo, alias 'Balacho', fue detenido en Venezuela. Sería quien controlaba el dinero y las rutas de narcotráfico de Figueroa.[20]  Entre sus víctimas, de acuerdo con la Policía, están la exalcaldesa de Barrancas Yandra Brito y el exconcejal de La Paz Efraín Ovalle. También Dilger Becerra Ramírez, Iván Martínez Aroca y Alejandro de Jesús Bonivento Barros, todos funcionarios de la Secretaría de Tránsito de Riohacha.[21]
- Juan Carlos ‘Juanca’ Bonilla, alias "K": Considerado como uno de los sucesores de Marquitos Figueroa.[1] Fue asesinado por sicarios en mayo de 2015.[22] La DEA lo señala de enviar cocaína a Estados Unidos junto con el exmilitar Néstor Caro Chaparro, el paramilitar Arnulfo Sánchez –alias ‘comandante Pablito’–, y con Fabio Gutiérrez, alias ‘Cañarete’.[1]
- Milton Alejandro Figueroa Zapata, alias "Norte", su sobrino, jefe de seguridad y mano derecha, quien también fue capturado en Boa Vista (Brasil) junto a Figueroa.[23]
- José Carlos García Cataño alias "La Penca": Sexto en la estructura de Los Curicheros. Encargado de una red de sicarios.
- Daimler Paul Corrales Figueroa: Su sobrino, jefe de sicarios y lugarteniente de Marquitos.[24][25]

## Captura en Brasil
Figueroa se refugió en Brasil, luego de sufrir un atentado en noviembre de 2013 en Maracaibo, en el que murió su escolta, alias la Perra. En febrero de 2012, las autoridades colombianas lograron obtener la orden de captura —y circular roja de la Interpol— contra Figueroa por la muerte el 28 de agosto de 2012 en Valledupar de la exalcaldesa de Barrancas (La Guajira) Yandra Brito y su esposo, además de la muerte de Henry Ustáriz, y el escolta Wilfrido Fonseca, asesinados el 3 de abril de 2008 en una carretera.
El 22 de octubre de 2014, Figueroa fue detenido en Boavista, Brasil luego de que autoridades colombianas rastrearan movimientos de sus socios entre Colombia, Venezuela y Brasil. Por su cabeza la Policía Nacional de Colombia ofrecía una millonaria recompensa de $350 millones de pesos. De Boavista, Figueroa fue luego trasladado a São Paulo por las autoridades de Brasil.

“Me acaban de informar que la Policía Nacional con la colaboración de la Policía Federal de Brasil, capturó a un objetivo de altísimo valor, Marquitos Figueroa”, anunció a los medios el presidente Juan Manuel Santos.

### Pedido de extradición
La Fiscalía General de la Nación ha pedido en tres ocasiones a Brasil por la extradición de Figueroa a Colombia, pero por motivos de trámites en la justicia brasileña aun permanece detenido en la ciudad de Brasilia. El mismo 22 de octubre, día en que fue detenido, Figueroa fue judicializado por la justicia de Brasil, por lo que el gobierno carioca habría negado la extradición inmediata del capo. La única opción para que sea extraditado a Colombia es que sea el mismo presidente Juan Manuel Santos el que solicite al gobierno de Dilma Rousseff, que autorice la extradición. En Colombia, Figueroa enfrenta cargos por contrabando, homicidio agravado, concierto para delinquir y tráfico y porte ilegal de armas.

## Víctimas
Las autoridades calculan que Figueroa ha estado involucrado en 131 a 250 homicidios. Algunas de las víctimas asesinadas por Figueroa figuran:
- Francisco Plata Mendoza.[34]
- Wilson Zárate Manjarrez.[34]
- Ricardo Duarte Ustate.[34]
- Yandra Brito.[35]
- Efraín Ovalle.[35]
- Dany Deluque Taborda.[35]